# Robert Wallace
Robert Wallace (Springfield, Greene megye (Missouri), 1932. január 10. – Cleveland, Ohio, 1999. április 9.) amerikai költő.

## Élete
1953-ban végzett a Harvard Főiskola angol szakán, summa cum laude minősítéssel. Itt ismerkedett meg John Updike íróval, akivel életre szóló barátságot kötött. Feleségül vette Emily Mitchel Wallace-t, az ismert William Carlos Williams kutatót, aki szintén Springfieldből származott. Első önálló kötete 1957-ben jelent meg, a Scribner kiadó Poets of Today sorozatának negyedik köteteként, This Various World and Other Poems címen. Tanítani kezdett a Bryn Mawr főiskolán, ezután a Sweet Briar főiskolára ment, ahol találkozott másik, szintén életre szóló barátjával, Lauren Oliverrel. Innen a Vassar főiskolára ment tovább, itt kötött házasságot második feleségével, Jan Wallace-vel.
1965-ben a Western Reserve University tanára volt. Második kötete, a Views from the Ferris Wheel 1965-ben jelent meg, ezt követte az Ungainly Things 1968-ban. 1970-ben házasságot kötött harmadik feleségével, Sharon Lilleviggel. 1979-ben publikálta a Swimmer in the Rain című kötetet, ezt követte a Girlfriends and Wives 1984-ben, valamint a The Common Summer: New and Collected Poems 1989-ben. 1982-ben jelentette meg a Writing Poems című, mindmáig használt verselméleti munkáját. 1982-ben vette el negyedik feleségét, Christina Seidler Wallace-t, akivel 1999-ig, haláláig együtt élt. Wallace költészetének leggyakoribb témái a művészet, a természet és az emberi kapcsolatok.
Wallace 1974-ben alapította meg a Bits Press nevű kiadót, amely rövid, legfeljebb 12 soros alkotásokat jelentetett meg leporelló-formátumban, e kiadványokat ingyenesen terjesztették az írók, könyvgyűjtők, érdeklődők számára. Mary Oliver, John Updike, Peter Klappert, Peter Meinke és mások munkái jelentek meg itt. A kiadó két hagyományos, kötött munkát is kiadott, Thomas Ernest Hulme összes költői munkáját és John Updike Ralph Waldo Emersonról írt művét. A projektet 1989-ben feladták.

## Fordítás
- Ez a szócikk részben vagy egészben  a   Robert Wallace (poet) című angol Wikipédia-szócikk ezen változatának fordításán alapul.  Az eredeti cikk szerkesztőit annak laptörténete sorolja fel. Ez a jelzés csupán a megfogalmazás eredetét és a szerzői jogokat jelzi, nem szolgál a cikkben szereplő információk forrásmegjelöléseként.